# Duškova pěvecká soutěž
Duškova pěvecká soutěž je hudební soutěž mladých zpěváků, která se koná každoročně v dubnu ve vile Bertramka manželů Františka Xavera a Josefíny Duškových v Praze 6-Smíchově.

## Poslání soutěže
Soutěž je zaměřena na dílo Wolfganga Amadea Mozarta a jeho českých současníků (ohraničeno lety 1750–1820). Posláním soutěže je dle prohlášení organizátorů hlubší poznávání Mozartova díla mladou generací zpěváků a současně podpora poznávání tvorby českých hudebníků Mozartovy doby.

## Průběh soutěže
Soutěž je rozdělena do dvou kategorií:

A) budoucí profesionální zpěváci (posluchači konzervatoří, akademií a středních škol s hudebním zaměřením, soukromé studium)
1. ve věku 15–20 let
2. ve věku 21–26 let

B) amatérští pěvci
1. ve věku 10–14 let
2. ve věku 15–20 let
3. ve věku 21–26 let

Porota soutěže je složena z hudebníků a zpěváků. Předsedou poroty je český barytonista Roman Janál, dalšími členy poroty jsou Marie Schmalhofer z Německa, Daniela Štěpánová, Brigita Šulcová a Ivan Pařík. Garantem soutěže je tajemnice výboru pražské Mozartovy obce, PhDr. Milada Jonášová, PhD.